# Берегаєво
Берега́єво (рос. Берегаево) — селище у складі Тегульдетського району Томської області, Росія. Адміністративний центр Берегаєвського сільського поселення.

## Населення
Населення — 845 осіб (2010; 1135 у 2002).
Національний склад (станом на 2002 рік):
- росіяни — 91 %